# Менщикова (Армізонський район)
Ме́нщикова (рос. Менщикова) — присілок у складі Армізонського району Тюменської області, Росія.
Населення — 107 осіб (2010, 123 у 2002).
Національний склад станом на 2002 рік:
- росіяни — 93 %